# Simit
Simit je druh pečiva pečený v Turecku, podobný preclíku či bagelu. Je kruhového tvaru, obvykle posypaný praženým sezamem. V Izmiru je simit nazýván gevrek (křehký, křupavý). Původ simitu sahá pravděpodobně do Istanbulu 16. století, odkud se rozšířil do celé Osmanské říše. Proto je dnes simit populárním pouličním zákuskem také v dalších zemích Blízkého východu. Jí se buď samotný nebo se sýrem, s marmeládou, s medem či s Nutellou. V ulicích tureckých měst ho prodávají tzv. simitçi. 

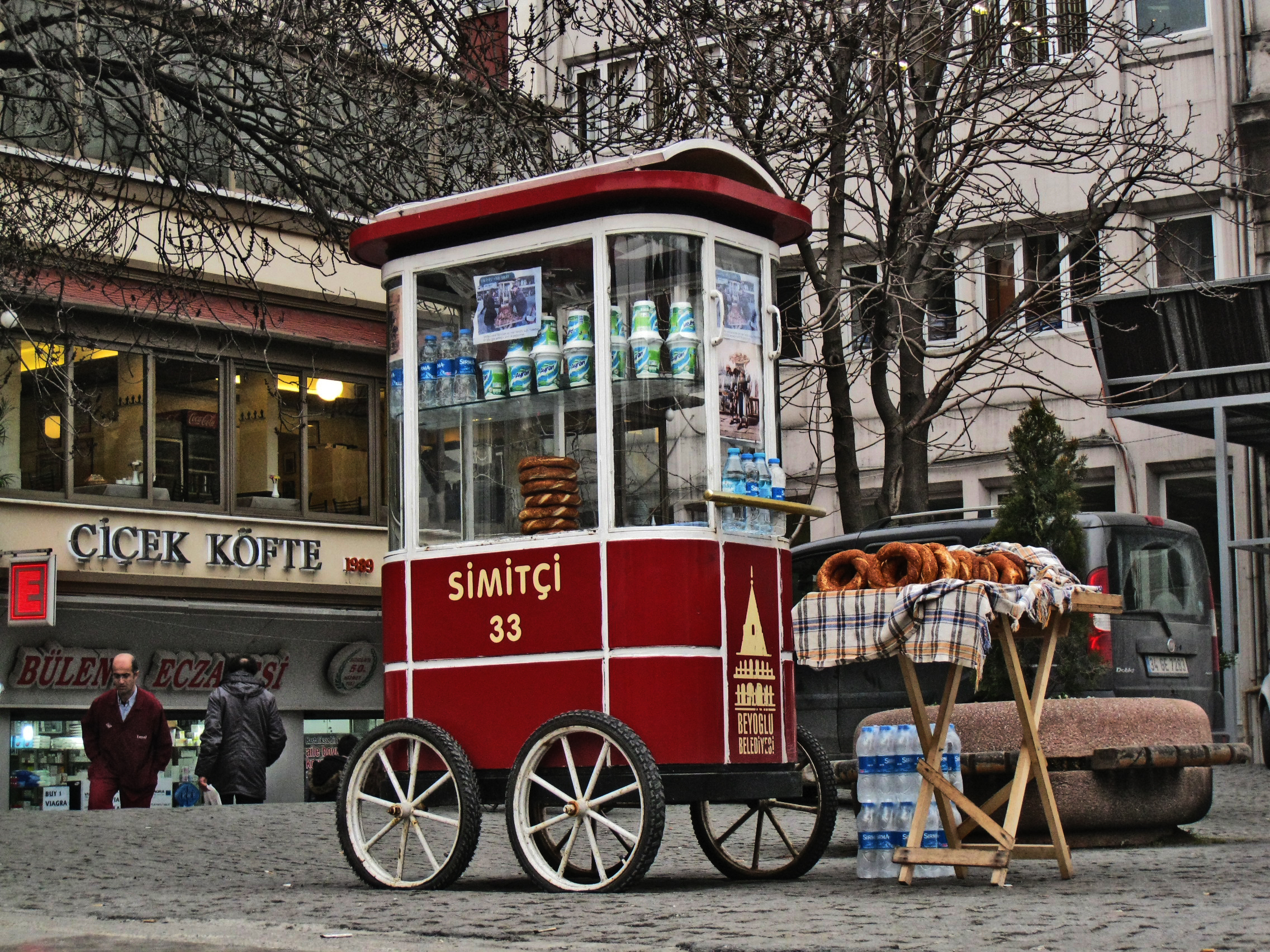
Typický pojízdný stánek prodavače simitu, tzv. simitçi

## Příprava
Těsto na simit se připravuje z bílé hladké pšeničné mouky, vody, droždí, soli a cukru. Na povrchu je potřen roztokem melasy a posypán praženým sezamem. 
Alternativním posypem může být též mák, lněná či slunečnicová semínka.